# Colonia Tercio y Terol

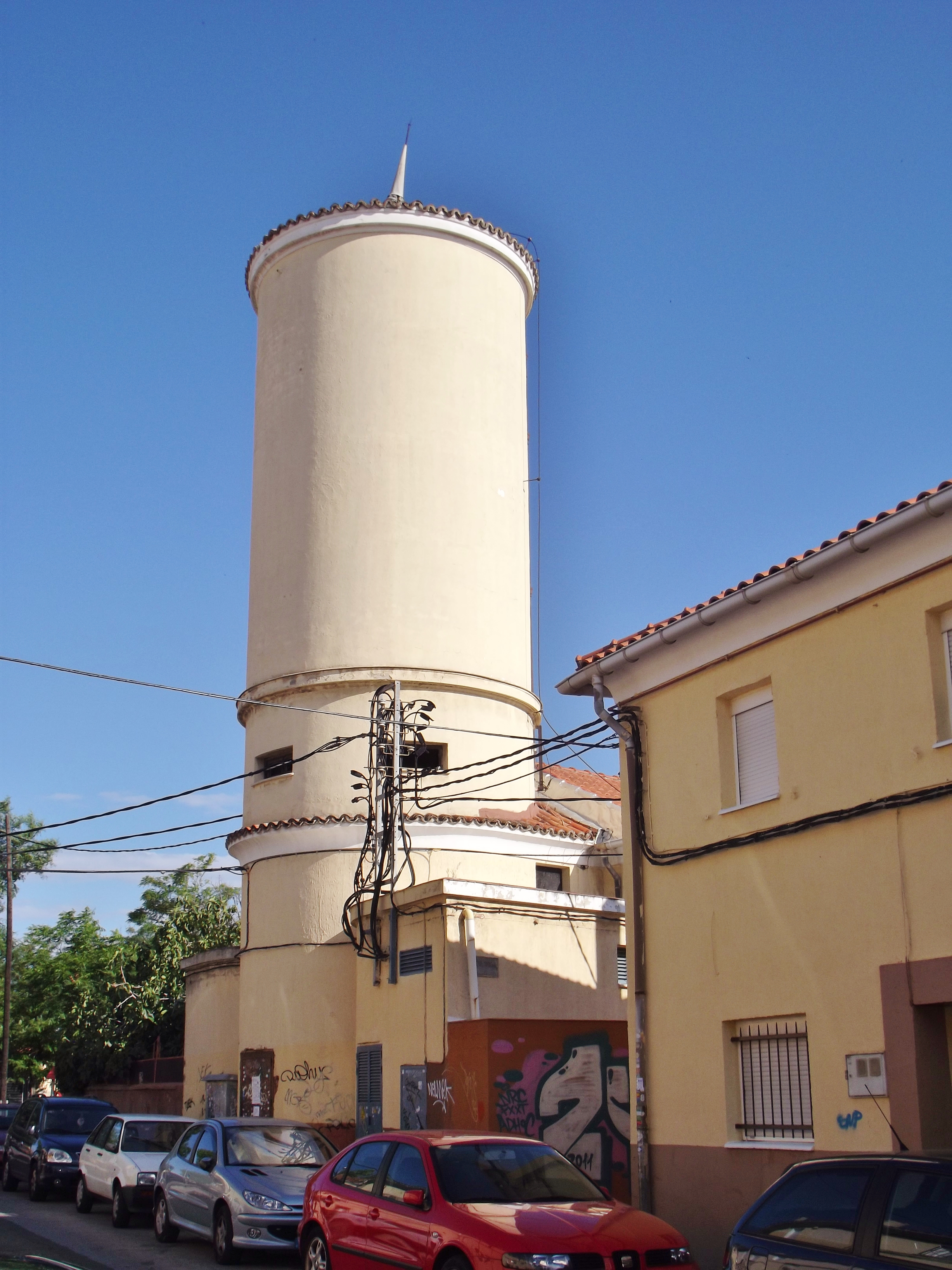

La colonia Tercio y Terol es un conjunto de viviendas unifamiliares construido en Madrid por la Dirección General de Regiones Devastadas (DGRD), que se encuentra ubicado en el distrito de Carabanchel, 

## Historia
La DRGD, ante la urgente demanda de alojamiento y a auspicios del plan de Bidagor para la ordenación de "zonas adoptadas", promovió este poblado de 640 viviendas unifamiliares en hilera y de marcado carácter rural -aunque en peculiar versión del modelo de ciudad jardín europea- con las manzanas introvertidas para posibilitar la inclusión de patios. 
El proyecto se realizó en los años 1940 y 1941, salvo el de Rita Fernández Queimadelos que fue de 1946, aunque la ejecución de la colonia se realizó entre 1942 y 1951 por los siguientes arquitectos Luis Moya Blanco, Luis Díaz-Guerra y Milla, Ramiro Avendaño Paisán, Enrique Huidobro Pardo, Carlos Bailly-Bailliere Muniesa, José Tamés Alarcón, Ramiro Moya Blanco, Enrique García-Ormaechea Casanovas y Rita Fernández Queimadelos.
Su trama ortogonal gira en torno a una plaza ajardinada de mayor altura con una planta baja virtualmente comercial y, en pro de la idea de recreación de pueblo con viarios no jerarquizados, se proyectó una iglesia parroquial que no se llegó a ejecutar y que habría debido ser elemento de referencia de este peculiar paisaje urbano junto a los depósitos de agua de expresiva volumetría cilíndrica, simbólicas torres que, con las fachadas (no exentas de connotaciones racionalistas) revocadas y con cornisas, el recercado de huecos en blanco y las cubiertas tradicionales de teja y a dos aguas, reafirman la condición de este barrio-isla autónomo integrado por casas-patio con frentes vallados en apariencia de manzana rural cerrada rodeada de calles estrechas. Auténtico poblado, en fin, concebido desde similares experiencias de Luis Moya a la búsqueda de un carácter integral y autónomo en reproducción de cierta estabilidad idílica asociable a la vida en medios rurales. 
Se contrastan las alternativas de raíz popular-regionalista, desde el más paradigmático sincretismo entre posiciones revisionistas de las tesis y formulaciones de otras colonias de Carabanchel de la primera década de posguerra, como Lucero y Torres Garrido, con impregnaciones de la tradición moderna e "influencias de las Siedlungen alemanas… en cuanto a la retícula… parcelación… y relación con la edificación", en palabras de Luis Moya.[cita requerida]
La colonia disponía del colegio "Antonio Orozco" que hoy en día está cerrado como colegio de infantil y primaria pero que sigue prestando servicio como centro educativo en programas PCPI.
Siendo concejal del distrito Joaquín García Pontes se dotó en las inmediaciones de la colonia de Tercio Terol del centro de mayores "Roger de Flor" y del centro cultural "Blasco Ibáñez". Posteriormente, y siendo concejal del distrito Carlos Izquierdo se llevó finalmente en 2002 el ajardinamiento del "descampado" colindante con la colonia, que había sido reivindicado por los vecinos.[cita requerida]